# 이스호이시

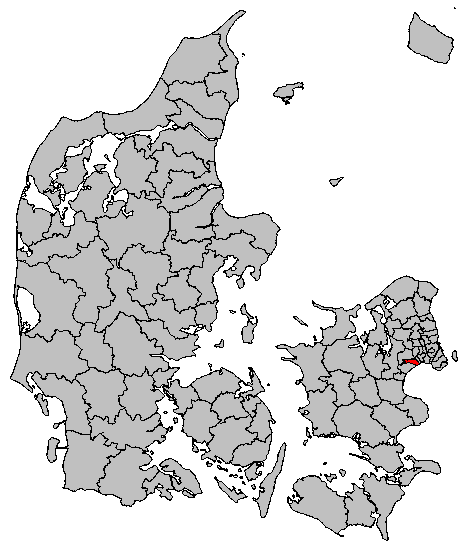
이스호이 시의 위치

이스호이시(덴마크어: Ishøj Kommune)는 덴마크 수도 지역에 위치한 지방 자치체로 행정 중심지는 이스호이이며 면적은 25.94km2, 인구는 21,675명(2014년 4월 1일 기준), 인구 밀도는 840명/km2이다. 셸란섬 북부에 위치한다.